# Vita Sidorkina
Vitalina "Vita" Sidorkina (20 de marzo de 1994) es una modelo rusa conocida por ser un ángel de Victoria's Secret y haber desfilado para la marca en 2015 y 2016.

## Primeros años
Vita Sidorkina nació y se crio en Jabárovsk. En 2011, se trasladó a Nueva York a la edad de 17 años para trabajar como modelo. Su carrera comenzó ese mismo año al desfilar en la New York Fashion Week.

## Carrera
En 2011, Sidorkina apareció en anuncios para Rebecca Minkoff y para Oyster como también en la portada de French Revue des Modes. Durante la temporada otoño/invierno 2011, desfiló para Adam, Carmen Marc Valvo, Hermès, Joy Cioci, Moncler Gamme Rouge, Rebecca Minkoff y Tory Burch.
En 2012, posó para L'Officiel Singapur y para la portada de Alexis y Elle.
En 2013, figuró en la editorial de moda Creem y en la portada de Designaré.
En 2014, posó para Vanity Fair-Italia. Desde ese año, con frecuencia posa para Victoria's Secret y su filial, PINK.
Desfiló en el Victoria's Secret Fashion Show 2015. Ese mismo año, apareció en editoriales para Marie Claire-Spain, Dressed to Kill, Teen Vogue, Paper y Telva, y en anuncios para BCBG Max Azria, Spinelli Kilcollin y Lefties.